# Дієго Іполіто
Дієго Іполіто (порт. Diego Hypólito, [d͡ʒi.ˈeɡu iˈpɔlitu]; нар. 19 червня 1986) — бразильський гімнаст, чемпіон світу, срібний призер Олімпійських ігор 2016 року у вільних вправах.